# (8900) AAVSO
(8900) AAVSO est un astéroïde de la ceinture principale.

## Description
(8900) AAVSO est un astéroïde de la ceinture principale. Il fut découvert le 24 octobre 1995 à Sudbury par Dennis di Cicco. Il présente une orbite caractérisée par un demi-grand axe de 2,54 UA, une excentricité de 0,15 et une inclinaison de 8,7° par rapport à l'écliptique.

## Compléments